# 克里斯·謝斯
克里斯·謝斯（英語：Chris Shays；1945年10月18日—）是美国的一位政治人物。在1987年至2009年，謝斯是康乃狄克州第4選舉區選出的聯邦眾議員。他的黨籍是共和黨。他是110屆國會中共和黨在新英格蘭地區的唯一一位眾議員。